# Peter Mørk
Peter Mørk (* 1. September 1982) ist ein dänischer Badmintonspieler. 

## Karriere
Peter Mørk siegte 2007 im Herrendoppel mit Mads Pieler Kolding bei den Hungarian International. Ebenfalls 2007 wurde er Dritter bei den Greece International im Doppel. 2008 gewann er dort Silber im Mixed und Bronze im Doppel. Im gleichen Jahr siegte er bei den Cyprus International im Mixed mit Maria Helsbøl.

## Sportliche Erfolge
| Saison | Veranstaltung           | Disziplin    | Platz | Name                             |
| ------ | ----------------------- | ------------ | ----- | -------------------------------- |
| 2007   | Hungarian International | Herrendoppel | 1     | Mads Pieler Kolding / Peter Mørk |
| 2007   | Greece International    | Herrendoppel | 3     | Peter Mørk / Niklas Hoff         |
| 2008   | Greece International    | Herrendoppel | 3     | Peter Mørk / Niklas Hoff         |
| 2008   | Greece International    | Mixed        | 2     | Peter Mørk / Maria Helsbøl       |
| 2008   | Cyprus International    | Mixed        | 1     | Peter Mørk / Maria Helsbøl       |